# Texto (tipografía)

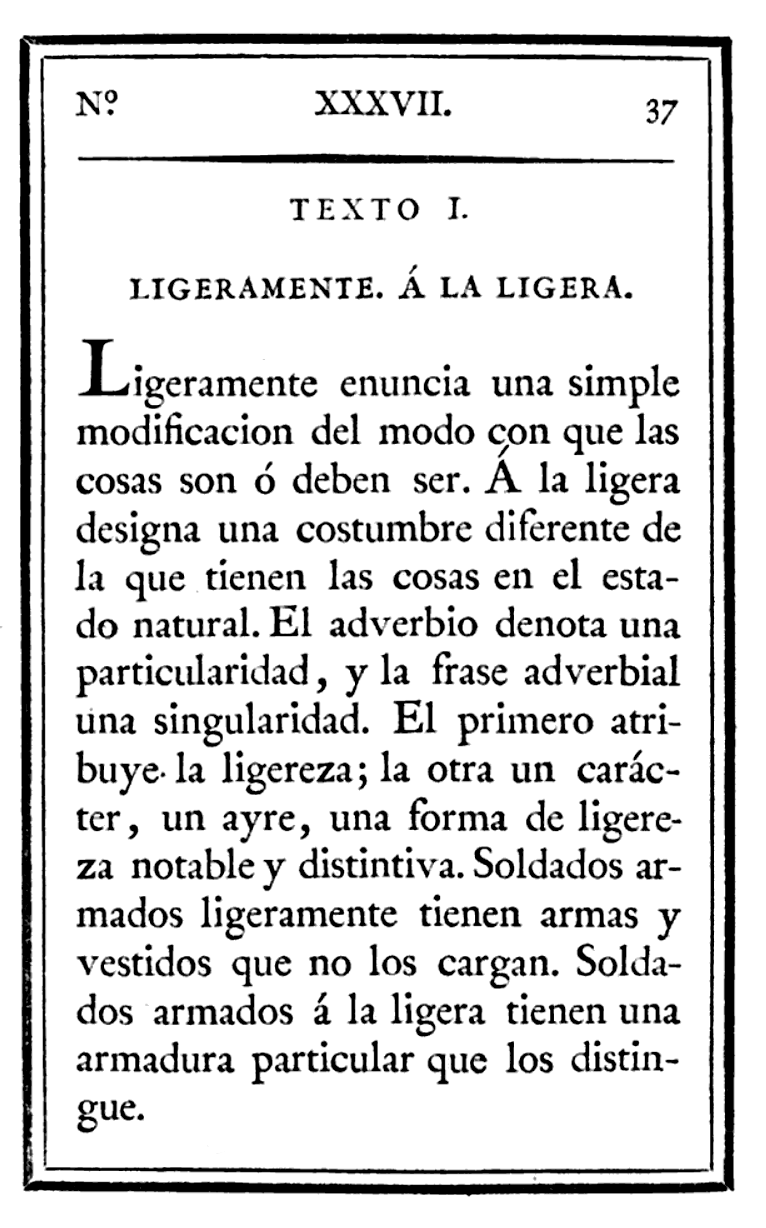
Texto I de Gerónimo Gil en las Muestras de los punzones y matrices de la letra que se funde en el obrador de la Imprenta Real. Madrid: Imprenta Real, 1799.

Grado de letra de imprenta que equivale a 14 puntos tipográficos. Está entre los grados de Atanasia (menos gruesa) y Parangona.